# Effium
Effium – miasto w Nigerii, w stanie Ebonyi.